# Alan Lomax
Alan Lomax (Austin, 31 gennaio 1915 – Safety Harbor, 19 luglio 2002) è stato un etnomusicologo, antropologo e produttore discografico statunitense.
I viaggi di studio lo portarono a raccogliere materiali sonori in quasi tutto il mondo, dalla Spagna alla Gran Bretagna, al Sud America, oltre che in Italia (dove operò in collaborazione con Diego Carpitella).  Fu l'inventore di un discusso sistema di classificazione degli stili del canto popolare, detto Cantometrics. Insegnò in varie università statunitensi, tra cui la Columbia University.

## Biografia

### Negli Stati Uniti
Figlio del musicologo John Avery Lomax, Alan James Lomax nasce il 31 gennaio del 1915. Condusse assieme al padre una lunga serie di indagini, fra il 1933 e il 1942, nel sud degli Stati Uniti, per documentare, con registrazioni sul campo, la cultura musicale degli abitanti delle regioni meridionali e in particolare dei discendenti degli schiavi deportati dall'Africa. Molte di quelle registrazioni sono poi confluite nell'importantissima raccolta di nastri dell'Archive of American Folk Song della Biblioteca del Congresso. Tra i nomi che compaiono nelle sue registrazioni dedicate alla musica americana figurano anche artisti celebri, come Jelly Roll Morton, Huddie Ledbetter e Muddy Waters.
Alan Lomax, già nel 1940, collaborava con Woody Guthrie a Hard Hitting Songs for Hard-Hit People, antologia di canzoni di protesta. Impegnato a documentare le forme musicali e i canti dei neri detenuti nelle prigioni statunitensi (negro prison songs), proprio in una di queste, insieme a Guthrie, conobbe Lead Belly (al secolo Huddie William Ledbetter), una delle voci più significative del blues rurale americano.
Sempre intorno al 1940, Lomax risulta indagato dall'FBI:
Altrove si dice di lui:
Durante la seconda guerra mondiale, Lomax collabora con l'Office of War Information alla produzione di diversi radiodrammi (poi pubblicati anche in vinile), come Bound for Glory (con Sonny Terry e Woody Guthrie) e The Martins and the Coys (con Guthrie, Burl Ives e Pete Seeger).
Nel 1948, Lomax partecipa in qualità di direttore musicale alla campagna elettorale del candidato progressista alle presidenziali, Henry Agard Wallace. Tra i punti del programma di Wallace c'è la chiusura della HUAC (House Committee on Un-American Activities, ossia la Commissione per le attività antiamericane), che Wallace indica come strumento di violazione delle libertà civili. Lomax viene inserito nel pamphlet anticomunista Red Channels: The Report of Communist Influence in Radio and Television del 22 giugno 1950, una black list di 151 nomi pescati nel mondo dello show business. Il viaggio in Inghilterra è anche, per Lomax, un'opportunità di evitare di testimoniare sulle convinzioni politiche proprie e dei propri colleghi. Edgar Hoover chiederà, comunque, ai servizi segreti britannici di seguire le attività di Lomax (l'MI5 apre un fascicolo su di lui nel 1950).

### Le premesse dellaColumbia World Library of Folk and Primitive Music
Del settembre del 1950 è l'incontro fortuito con Goddard Lieberson, allora presidente della Columbia Records. In un caffè di Broadway, Lomax espone a Lieberson l'idea di produrre una collana dedicata alle musiche folk del mondo. Ha già illustrato la proposta in estate, alla Midcentury International Folklore Conference, tenutasi all'Università dell'Indiana, in un incontro dal tema Making Folklore Available. Lieberson si mostra disposto a finanziare l'impresa, purché non risulti troppo costosa. Poco dopo, Lomax parte per l'Inghilterra con un registratore a nastro PT-6 della Magnecord, marca di assoluto rilievo nel panorama internazionale, il cui registratore è stato sviluppato poco prima, intorno al 1948. L'intenzione di Lomax è quella di organizzare il materiale raccolto nel nuovo supporto, erede del 78 giri, l'LP: a partire da lui, lungo gli anni cinquanta, l'LP diverrà il formato editoriale standard per l'etnomusicologia.
L'intenzione di Lomax è quella di rientrare velocemente a New York, passando in Europa solo un anno. In realtà, farà ritorno negli Stati Uniti solo nel 1958. Il primo volume della Columbia World Library of Folk and Primitive Music uscirà nel 1955.

### In Inghilterra: alla BBC (1950-1957)
Lomax è in rapporto con la BBC già dagli anni quaranta. Molti a Londra lo vedono adatto a lavorare per il Third Programme. Giunto a Londra, Lomax avvia una fruttuosa collaborazione con la società radiotelevisiva britannica: tra il '50 e il '57 produce più di trenta programmi radiofonici e televisivi, sia come ideatore che, talvolta, come conduttore. L'impatto delle sue trasmissioni sul pubblico britannico è incalcolabile, soprattutto ai fini del folk revival. Lomax lavora per la BBC come freelance ed è perciò costretto a discutere e contrattare i propri lavori uno per uno, aiutato in questo dal collega Geoffrey Bridson, interno alla BBC, che lo aiuta ad inquadrare le proposte fino all'approvazione. Ma molti alla BBC non amano i suoi programmi, in particolar modo i riferimenti, pur concisi, al marxismo. Preoccupanti, per le autorità inglesi, risultano anche le frequentazioni di Lomax con alcuni intellettuali comunisti del luogo, in particolare Albert Lancaster Lloyd e Ewan MacColl, attore e cantante e, più in là, grande rappresentante del folk revival britannico. Oltre che con costoro, Lomax riesce a intessere fitti rapporti con altri rappresentanti della scena musicale britannica: Douglas Kennedy (ai tempi direttore della English Folk Dance & Song Society), Séamus Ennis, Hamish Henderson, Shirley Collins. Con il loro aiuto, Lomax riceverà suggerimenti su quali musicisti registrare e quali luoghi visitare. Molti saranno suoi collaboratori in diverse edizioni discografiche.
Le attività di Lomax in Gran Bretagna sono assai interlacciate tra loro: le registrazioni sul campo vengono proposte nei programmi radiofonici, mentre numerosi sono i concerti da lui organizzati. I programmi radiofonici risultano un modo per finanziare le ricerche sul campo. A tutto ciò va sommato lo scopo fondamentale del viaggio di Lomax, la creazione della Columbia World Library. Nel 1952, in una lettera a Woody Guthrie, Lomax si dichiara intenzionato a raccogliere l'intero patrimonio musicale del mondo in una trentina o quarantina di long playing (alla fine, riuscirà a pubblicarne per la Columbia solo 18).

### In Spagna
Nel 1952, la Columbia rende noto a Lomax che l'intero progetto della World Library potrebbe essere cancellato, a meno di non includervi anche un disco dedicato alla Spagna di Francisco Franco. Lomax è perplesso, anche considerando la sua fortissima antipatia per la dittatura franchista. Si reca dunque a Maiorca, ad una conferenza di folkloristi, nella speranza di affidare la cura del disco ad un musicologo locale, soprattutto per la redazione delle note. Assieme a lui lavorano il rumeno Constantin Brăiloiu e il figlio di uno dei massimi esponenti della resistenza olandese al nazismo. L'organizzatore della conferenza era Marius Schneider (1903-1982), rifugiato nazista, in passato direttore del Berlin Phonogramm-Archiv, istituito da Carl Stumpf nel 1900 all'Università di Berlino. Schneider "non riusciva a immaginare in che modo anche un solo musicologo spagnolo avrebbe potuto aiutarmi. Mi suggerì pure di lasciare la Spagna. [...] ...e mentre osservavo attraverso la tavola questo idiota autoritario, promisi a me stesso che avrei registrato la musica di questo paese ottenebrato anche se avessi dovuto restarci per il resto della vita". Spesso controllato dalla Guardia Civil, Lomax raccoglie, con l'aiuto di diversi studiosi, centinaia di documenti sonori. Il viaggio in Spagna risulta decisivo anche perché è qui che Lomax, per la prima volta, incomincia a fotografare con regolarità: i cantori che incidono per lui, i paesaggi, la gente comune, l'architettura.
Tra i dischi della Columbia, pubblicati nel 1955, Lomax dovrà selezionare solo alcune delle registrazioni effettuate in Spagna. Molto più spazio troveranno in Folk Music of Spain, collana di 11 LP curati da Alan Lomax per l'etichetta Westminster di New York. Già nel 1953, Lomax aveva comunque proposto questo materiale agli ascoltatori di Third Programme in due trasmissioni (una dedicata all'Andalusia, un'altra sulla Spagna nordoccidentale). Il successo è tale che si rendono necessarie altre sei trasmissioni, la cura dei cui testi viene affidata al musicologo spagnolo Eduardo Martínez Torner.
Il lavoro di Lomax in Spagna suscita persino una sorta di risposta istituzionale: nel 1955, la casa discografica Hispavox investe il folklorista Manuel García Matos della responsabilità di dirigere una campagna di registrazioni nell'intera nazione. Il lavoro di Matos è improntato ad un rigido centralismo: tocca alle autorità politiche locali scegliere chi dovrà incidere. Nel 1960 esce il frutto di questo lavoro, Antología del Folklore musical de España, con evidente funzione filofranchista.
Ma il lavoro di Alan Lomax in Spagna trova un insospettabile significato nella storia del jazz: Gil Evans e Miles Davis, alla loro terza collaborazione professionale con Sketches of Spain (inciso nel 1959 e pubblicato un anno dopo), utilizzarono Spanish Folk Music, il disco prodotto da Lomax per la Columbia. George Avakian, in qualità di direttore del dipartimento di musica internazionale della Columbia, nel 1956 fornisce ai due musicisti una gran varietà di musica folklorica internazionale, tra cui lo stesso Spanish Folk Music. Sono due i brani che Evans e Miles utilizzano per il nuovo disco: una alborada (melodia del mattino) registrata da Lomax in Galizia nel 1952 e una saeta, cante hondo della Semana Santa, registrata dalla Radio Nacional Española e concessa a Lomax per la pubblicazione. L'alborada diventa nel disco di Miles The Pan Piper, mentre la saeta viene intitolata semplicemente Saeta.

### Il viaggio in Italia
Fra il 1953 e il 1954, collaborò con l'etnomusicologo reggino Diego Carpitella (a sua volta collega e collaboratore dell'antropologo Ernesto de Martino), conducendo una vasta campagna di registrazioni sul campo in Italia. 
Il suo percorso parte da Sciacca il 2 luglio 1954 per poi proseguire in Calabria e Puglia fino a giungere in Italia settentrionale. Dopo Friuli Venezia Giulia e Lombardia arriva in Piemonte il 27 settembre 1954 a Rovasenda (VC). In questo periodo ha contatti con il ricercatore campano Roberto De Simone. In Abruzzo Lomax ebbe modo di conoscere il "menestrello" Giuseppe "Giuseppillo" Gavita da Scanno, con cui collaborò per l'incisione di alcuni canti popolari abruzzesi, come La Partenza del pastore e il più celebre lamento funebre dello Scura maje. In Sicilia incontrò e registrò il cantastorie Orazio Strano.

## Eredità
Una parte dell'archivio di Alan Lomax (400 ore di filmati prodotti per il network statunitense PBS fra il 1978 e il 1985) è stato reso pubblico su un canale di YouTube dedicato.

## Opere principali
- Mister Jelly Roll, New York 1950
- Folksong Style, in "American Anthropologist", 61, pp. 927–54
- Folk Song Style and Culture, American Association for the Advancement of Sciences, pubblication n° 68, Washington, DC, 1968
- Cantometrics: A Method in Musical Anthropology, University of California press, Berkeley, 1976
- Index of World Song, New York 1977

Con il padre John A. Lomax:
- American Ballads and Folksongs, New York 1934
- Negro Folksongs as Sung by Leadbelly, New York 1936

In italiano:
- Un appello per l'equità culturale, in "Americamusica. 10º Musica dei popoli", Firenze, 15 ottobre/12 novembre 1986, suppl. a "Metrò ebdò", 21, pp. 2–3; 8
- La terra del blues. Delta del Mississippi, viaggio all'origine della musica nera, Il Saggiatore, Milano, 2005.
- L'anno più felice della mia vita. Un viaggio in Italia (1954-55), Il Saggiatore, Milano, 2008